# Wydział Inżynierii Materiałowej i Ceramiki Akademii Górniczo-Hutniczej w Krakowie
Wydział Inżynierii Materiałowej i Ceramiki AGH (WIMiC) – jeden z 18 wydziałów Akademii Górniczo-Hutniczej im. Stanisława Staszica w Krakowie. Siedziba wydziału znajduje się w budynku B-8 AGH przy al. Adama Mickiewicza 30. Wydział mieści się także w budynkach: A-3 oraz B-6

## Historia
Początki Wydziału Inżynierii Materiałowej i Ceramiki sięgają roku 1949, kiedy w Akademii Górniczo-Hutniczej powołano Wydział Mineralny, przekształcony w 1951 r. w Wydział Ceramiczny. Idea powołania Wydziału zrodziła się w grupie polskich ekspertów uczestniczących w Konferencji Poczdamskiej, wśród których byli profesorowie Akademii Górniczo-Hutniczej: Andrzej Bolewski i Walery Goetel. Duży wkład w organizację Wydziału Ceramicznego wniósł wybitny uczony prof. Jerzy Grzymek. Obecna nazwa pojawiła się w roku 1971 w związku z otwarciem pierwszego w Polsce i jednego z pierwszych w Europie, nowego kierunku kształcenia – inżynierii materiałowej. Stało się to dzięki staraniom grupy profesorów (E. Görlich, F. Nadachowski, S. Mrowec, R. Pampuch), którym udało się przełamać tradycyjne spojrzenie na technologie materiałowe. Technologia chemiczna i inżynieria materiałowa stanowią od tego czasu równorzędne kierunki studiów. Pierwszy z tych kierunków odpowiada tradycyjnemu profilowi wydziału surowcowo-technologicznemu. Dotyczy on szeroko rozumianych tworzyw ceramicznych obejmujących ceramikę budowlaną, szlachetną, ogniotrwałą i techniczną, materiały wiążące i betony, materiały izolacyjne, a także szkło i emalie. Oprócz dotychczasowych specjalności, jakimi są ceramika i szkło oraz materiały budowlane, uruchomiono dwie nowe: analitykę i kontrolę jakości oraz materiały dla ochrony i kształtowania środowiska. Drugi z kierunków, inżynieria materiałowa odpowiada technologii materiałów wysoko przetworzonych. Na Wydziale IMiC kształci się obecnie na kierunku inżynieria materiałowa studentów w następujących specjalnościach: materiały dla elektroniki, materiały ceramiczne, biomateriały i kompozyty oraz ochrona przed korozją.
W 2023 roku na wydziale studiowało 480 studentów, oraz 99 osób na studium doktoranckim. Samą uczelnie ukończyło ok. 13 tys. osób.

### Dziekani wydziału
- prof. Witold Budryk (1949–1950)
- prof. Adam Bielański (1950–1952)
- prof. Mieczysław Budkiewicz (1952–1954)
- prof. Bolesław Stefan (1954–1956)
- prof. Jerzy Sulikowski (1956–1960)
- prof. Edward Görlich (1960–1964)
- prof. Jerzy Grzymek (1964–1967)
- prof. Roman Pampuch (1967–1971)
- prof. Marian Kałwa (1971–1972)
- prof. Stanisław Mrowec (1972–1975)
- doc. Anna Derdacka-Grzymek (1975–1981)
- prof. Franciszek Nadachowski (1981–1984, 1990–1993)
- prof. Leszek Stoch (1984–1990)
- prof. Wiesław Ptak (1993–1996)
- prof. Stanisław Komornicki (1996–2002)
- prof. Jerzy Lis (2002–2005)
- prof. Jan Chłopek (2005−2012)
- prof. Jerzy Lis (2012–2016)
- prof. Włodzimierz Mozgawa (2016–2020)
- dr hab. inż. Jerzy Jedliński (2020-2024)
- prof. Włodzimierz Mozgawa (od 2024)

## Współpraca
Skuteczne kształcenie ceramików nie może się odbywać bez współpracy z przemysłem oraz innymi ośrodkami naukowo-badawczymi. Każdego roku studenci – przyszli inżynierowie wyjeżdżają na staże i wakacyjne praktyki do różnych zakładów w Polsce, a także do szkół wyższych w Niemczech, Francji, Szwajcarii czy Finlandii. Od niedawna istnieje także możliwość uzyskania tzw. podwójnych dyplomów, honorowanych w Polsce, jak i w kraju, gdzie obrona miała miejsce. Współpraca Wydziału z przemysłem ma długoletnią tradycję i dotyczy nie tylko branży ceramicznej i materiałów budowlanych, lecz również metalowej, energetyki i górnictwa. Owocna jest również współpraca Wydziału z jednostkami medycznymi (w zakresie biomateriałów) i instytucjami zajmującymi się ochroną środowiska.
Rada Wydziału posiada uprawnienia do nadawania stopni naukowych doktora i doktora habilitowanego oraz tytułów profesorskich w dziedzinie nauk technicznych i nauk chemicznych, w zakresie dyscyplin naukowych: technologia chemiczna, inżynieria materiałowa i chemia.
Celem strategicznym Wydziału jest utrzymanie pozycji nowoczesnej i elitarnej jednostki dydaktyczno-badawczej o znaczeniu ogólnokrajowym i trwałych powiązaniach z przemysłem, pogłębienie współpracy z innymi wydziałami i uczelniami w kierunku tworzenia nowych specjalności interdyscyplinarnych oraz rozszerzenie kontaktów międzynarodowych w dziedzinie kształcenia i badań naukowych.

## Wyróżnienia
Kierunek „Inżynieria Materiałowa” prowadzony przez Wydział Inżynierii Materiałowej i Ceramiki został wyróżniony przez Państwową Komisję Akredytacji (Uchwała nr 422/2007 z dnia 14 czerwca 2007 r.). Otrzymane wyróżnienie potwierdza wysoki poziom i jako kształcenia na kierunku Inżynieria Materiałowa. W uzasadnieniu Komisja podkreśliła m.in.: dobrze wykwalifikowaną kadrę, aktywny dział naukowo-badawczy, szeroką współpracę z ośrodkami zagranicznymi, aktywność w przygotowywaniu podręczników akademickich, działalność studenckich kół naukowych, promocję kierunku oraz wyposażenie laboratoriów dydaktycznych i naukowych w nowoczesny sprzęt badawczy. Tylko dwa wydziały prowadzące kierunek „Inżynieria Materiałowa” uzyskały wyróżnienie tj. WIMiC i Wydział Inżynierii Materiałowej Politechniki Warszawskiej.
Wydział Inżynierii Materiałowej i Ceramiki AGH został zakwalifikowany do kategorii A, czyli jednostek naukowych posiadających najwyższą, pierwszą kategorię (Komunikat nr 19 Ministra Nauki i Szkolnictwa Wyższego z 30 września 2010 o ustalonych kategoriach jednostek naukowych). Oceny parametrycznej jednostek naukowych dokonuje się nie rzadziej niż raz na 5 lat, na podstawie przepisów rozporządzenia Ministra Nauki i Szkolnictwa Wyższego z dnia 17 października 2007 r. w sprawie kryteriów i trybu przyznawania i rozliczania środków finansowych na działalność statutową. Ocena parametryczna dotychczasowej działalności jednostek naukowych określona jest za pomoc kategorii jednostki naukowej w skali od 1 do 5, przy czym kategoria 1 jest kategorią najwyższą. Oceny jednostek naukowych dokonuje komisje Rady Nauki i proponuję ich kategorie na podstawie końcowego wskaźnika efektywności jednostki. Wydział Inżynierii Materiałowej i Ceramiki w grupie G1/N12 – Nauki chemiczne oraz inżynieria materiałowa, chemiczna i procesowa z wynikiem 115,09 punktów znalazł się na 17 miejscu wśród 27 jednostek zakwalifikowanych do kategorii A.

## Struktura
Wydział składa się z następujących jednostek:
- Katedra Fizykochemii i Modelowania Procesów
- Katedra Chemii Nieorganicznej
- Katedra Chemii Analitycznej
- Katedra Technologii Materiałów Budowlanych
- Katedra Technologii Szkła i Powłok Amorficznych
- Katedra Ceramiki i Materiałów Ogniotrwałych
- Katedra Chemii Krzemianów i Związków Wielkocząsteczkowych
- Katedra Biomateriałów
- Katedra Biochemii i Neurobiologii

## Kierunki i specjalności
Obecnie wydział kształci studentów na następujących kierunkach i specjalnościach:
- Stacjonarne – Studia I stopnia
  - Ceramika
  - Chemia Budowlana
  - Inżynieria Materiałowa
  - Technologia Chemiczna

- Stacjonarne – Studia II stopnia
  - Ceramika techniczna i konstrukcyjna
  - Wzornictwo ceramiki i szkła
  - Materiały dla konserwacji i rewitalizacji
  - Biomateriały i kompozyty
  - Mikro i nanotechnologie materiałowe
  - Materiały funkcjonalne
  - Functional Materials
  - Technologia ceramiki i materiałów ogniotrwałych
  - Analityka i kontrola jakości
  - Technologia szkła i powłok amorficznych
  - Technologia materiałów budowlanych

- Stacjonarne – Studia III stopnia
  - Technologia chemiczna
  - Inżynieria materiałowa
  - Chemia

## Władze
- Dziekan: prof. dr hab. inż Włodzimierz Mozgawa
  - Prodziekan ds. Ogólnych i Nauki: dr hab. inż. Aneta Frączek-Szczypta, prof. AGH
  - Prodziekan ds. Kształcenia: dr inż. Juliusz Dąbrowa
  - Prodziekan ds. Współpracy: prof. dr hab. inż. Manuela Reben
  - Prodziekan ds. Studenckich: dr inż. Andrzej Mikuła
  - Dyrektor Administracyjny: mgr inż. Bartosz Ostrowski[2]

## Koła naukowe
Przy wydziale działają:
- Koło Naukowe „Nucleus”
- Koło Naukowe „Ceramit”
- Koło Naukowe „Ceramika Artystyczna”
- Koło Naukowe Konstrukcji Militarnych „Adamantium”
- Koło Naukowe „Żeli Betą”